# Estación de Survilliers - Fosses
La estación de Survilliers - Fosses es una estación ferroviaria francesa situada en la comuna de Fosses, en el departamento del Valle del Oise al norte de París. Por ella circulan los trenes de cercanías de la línea D del RER.

## Historia
Fue inaugurada el 1 de junio de 1859 por parte de la Compañía de Ferrocarriles del Norte con el nombre de Survilliers - Luzarches. En 1885, pasó a llamarse Survilliers - Morte-Fontaine, adoptando su nombre actual en 1926.  
El 27 de septiembre de 1987 la estación se integró en la línea D del RER.
En 2008 la estación fue renovada. Se amplió y mejoró el vestíbulo de entrada y se le dotó de nuevos tornos de control situados a la entrada de los andenes.

## La estación
Fue construida siguiendo el modelo estándar de las estaciones de segunda categoría de la compañía del norte con un edificio central y dos anexos adosados. Con el desdoblamiento de la línea pasó a ser considerada de primera categoría, su entrada fue ampliada y sus anexos elevados uno piso alcanzando los tres pisos. 
Se compone de dos andenes laterales al que acceden dos vías. Otras dos vías más, fruto del desdoblamiento de ese tramo cruzan la estación sin acceso a andén.